# Бургасский залив
Бургасский залив (болг. Бургаски залив) — крупнейший залив черноморского побережья Болгарии. Северной точкой его служит волнолом пристани в Помории, а южной — мыс Акин.
Максимальная ширина составляет 41 км, а максимальная глубина 25 м. Солёность 17 ‰. Песок имеет магнетитное происхождение. К западу от залива отделена группа лиманов лагунного типа, известных под общим названием Бургасские озёра, среди которых Бургасское, Мандра, Атанасовское и Поморийское. В южной части залива расположено несколько небольших островов, таких как остров Святого Ивана, остров Святого Петра, остров Святой Анастасии (ранее Большевик) и остров Святого Фомы (в народе — Змеиный).
В заливе расположен город и крупнейший порт Болгарии — Бургас. Также на берегах залива расположены города Поморие, Созопол, Несебр (древняя Месемврия). Бургасский залив является самой западной точкой Чёрного моря.

## Галерея

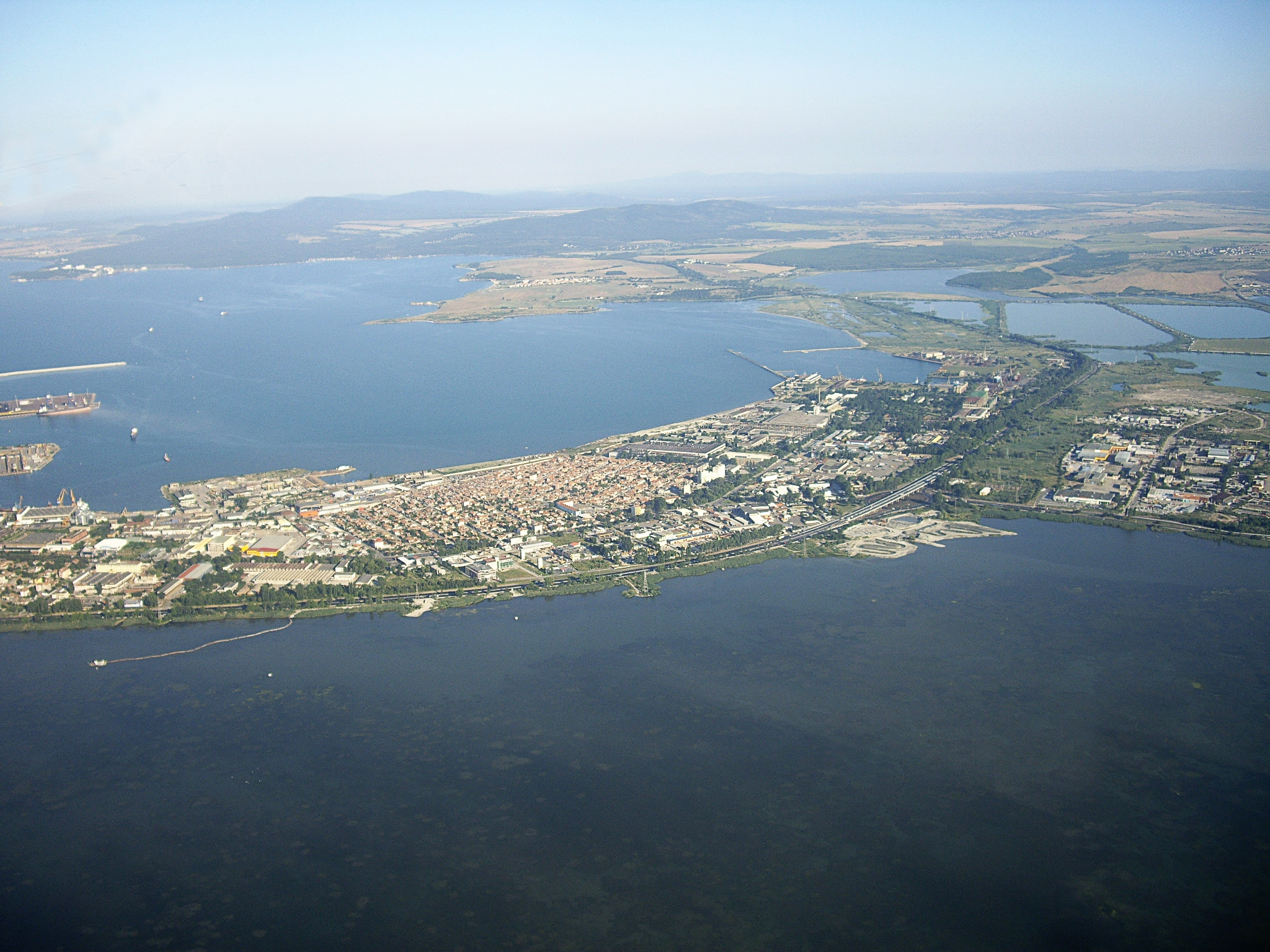
Вид на залив и на Бургасский лиман
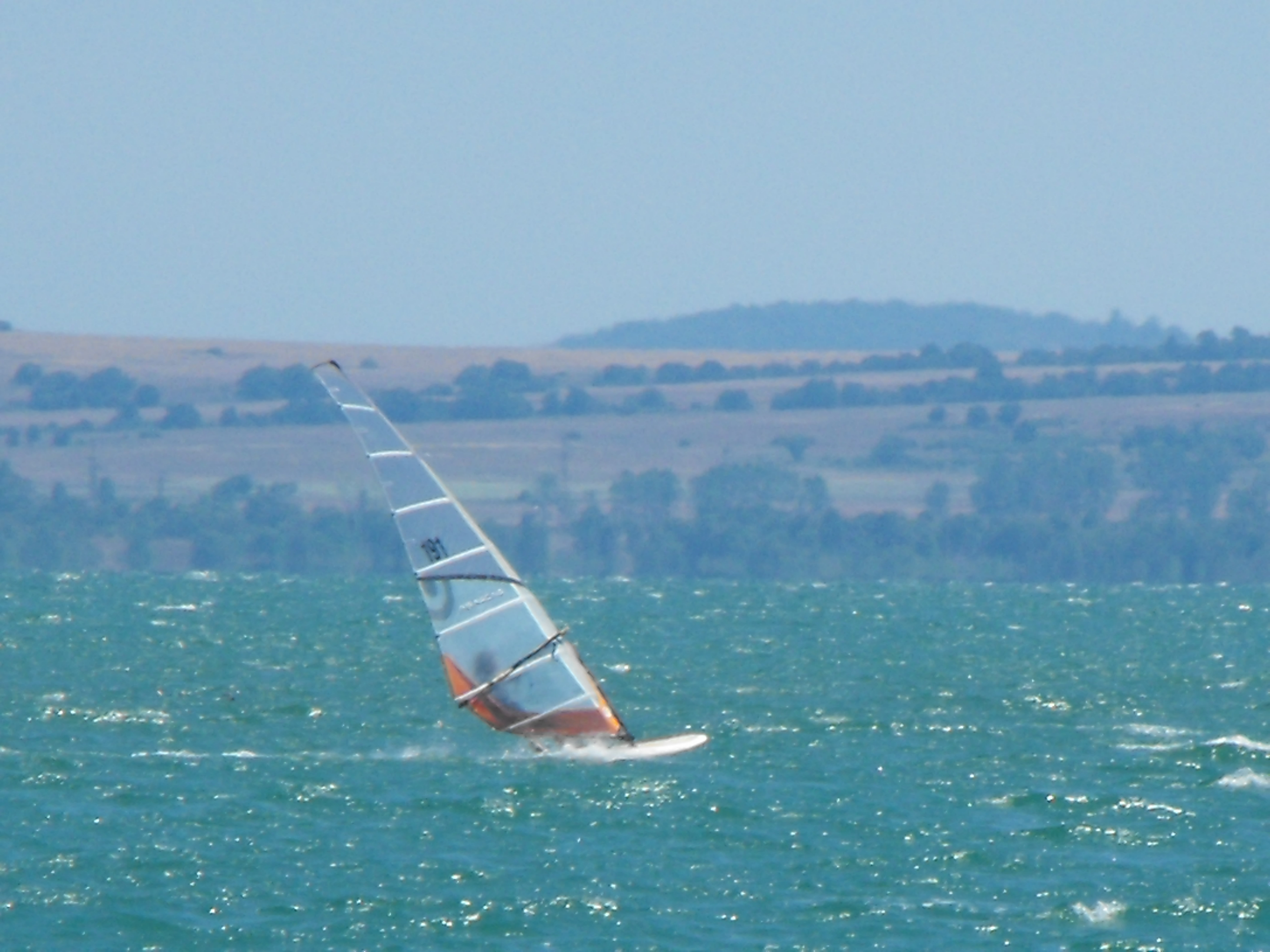
Виндсерфинг в заливе
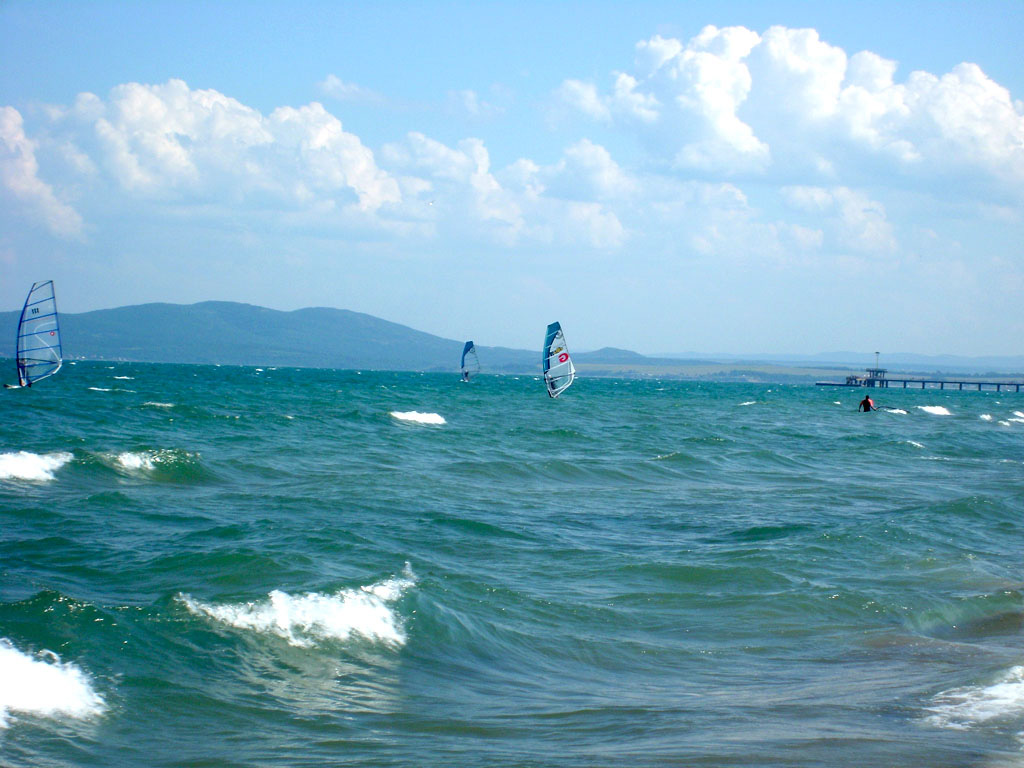
Виндсерфинг в заливе
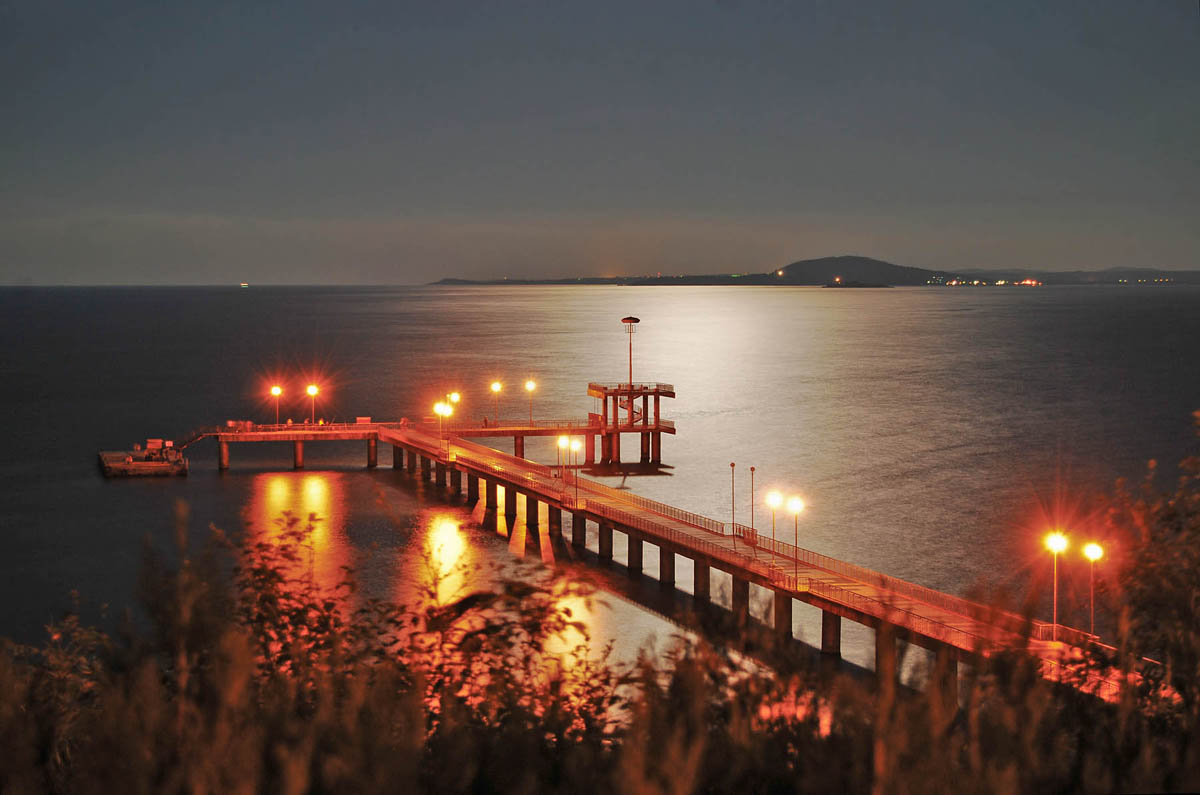
Залив ночью
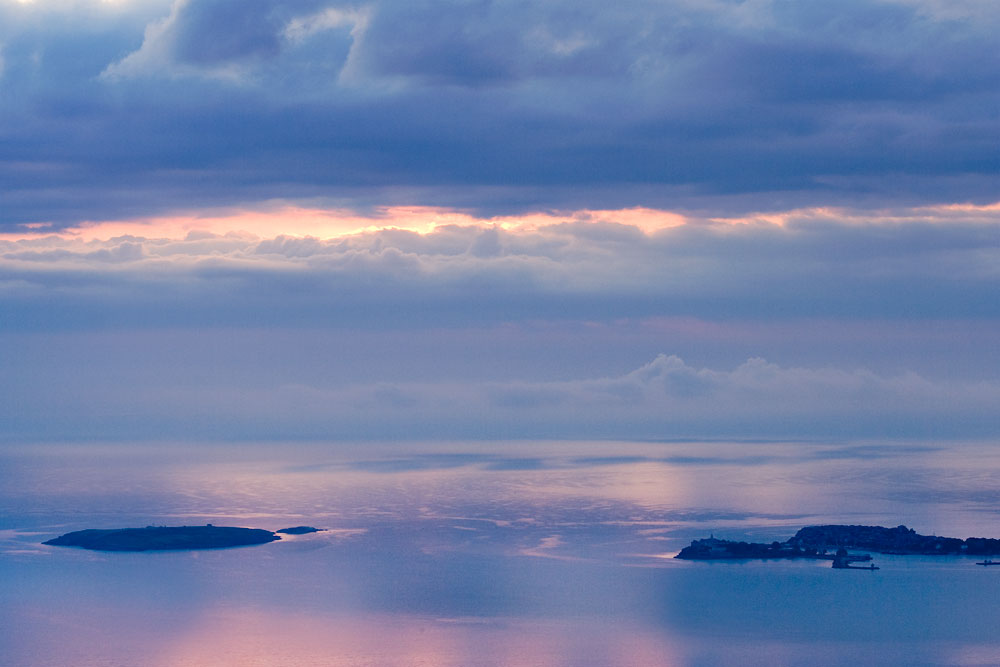
Острова возле Созополя
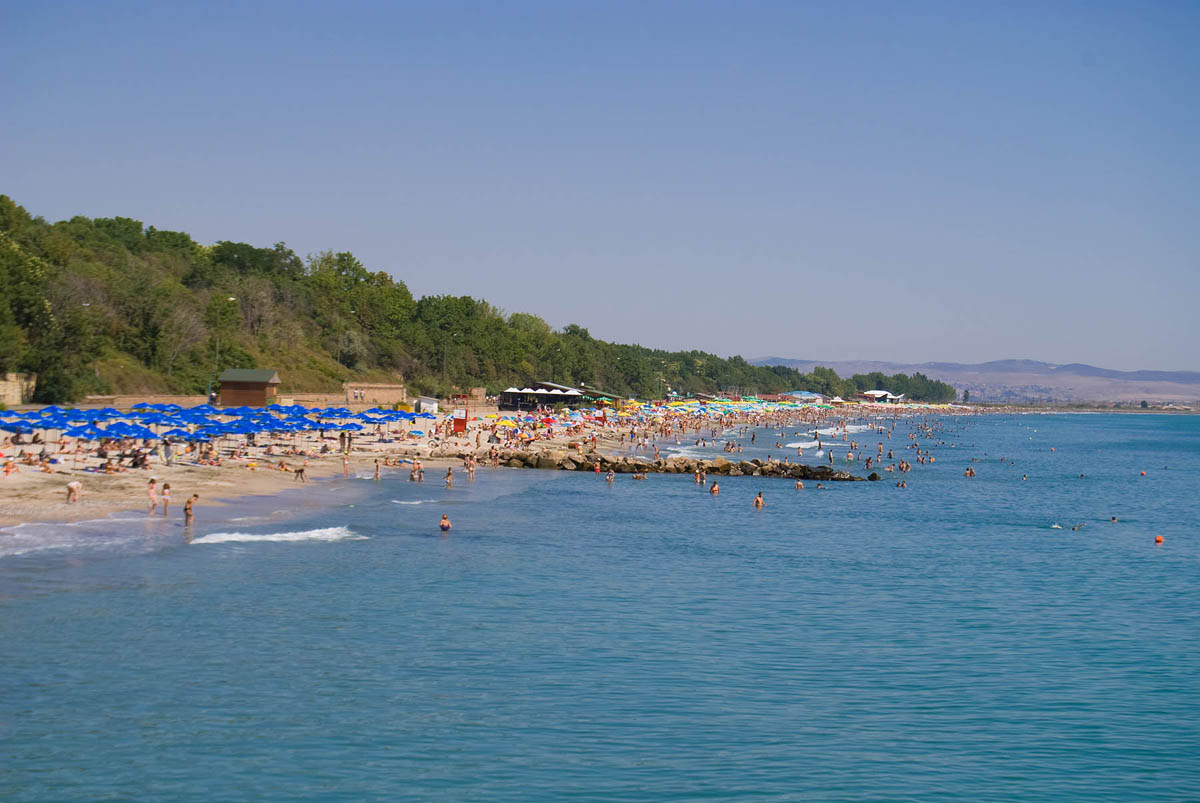
Пляж в Бургасе
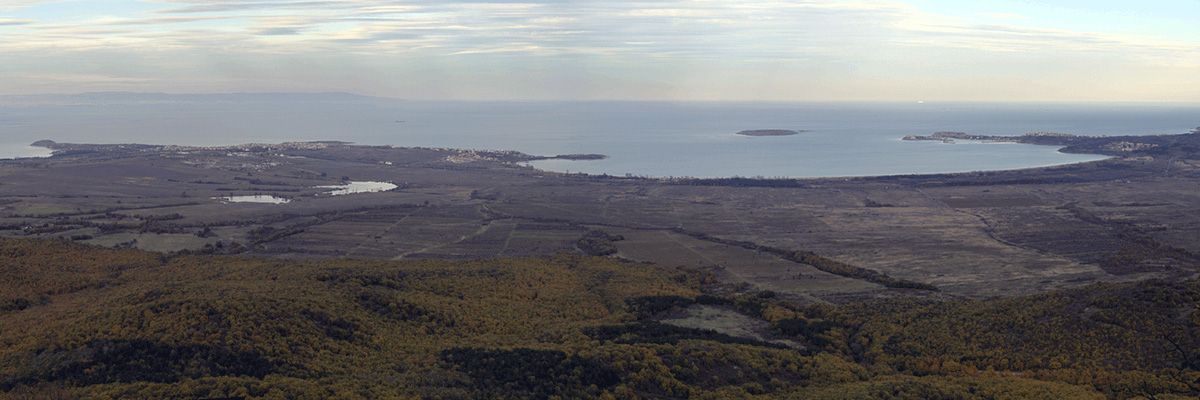
Панорама южной части залива